# 神寵帝理念
神寵帝理念（しんちょうていりねん）は、皇帝（ローマ皇帝）は神（唯一神）によって選ばれ、その恩寵を受ける神寵帝（ドイツ語: Kaiser von Gottesgnaden 英語: emperor by the grace of God）であると考える思想である。4世紀の教父エウセビオスによって定式化され、専制君主政（ドミナトゥス）期におけるローマ帝国の皇帝権を支える思想的根拠となった。

## 成立
歴史上、王権や皇帝権は多くの場合において宗教的権威と結びついていた。都市国家ローマはその成立・発展の過程においてこそ宗教的権威による裏付けを持たなかったが、やがてローマ帝国の社会が閉塞感を増すにつれ、皇帝はローマ社会に急速に拡大しつつあったキリスト教の宗教的権威を借りて皇帝権を正当化しようと考えるようになった。
キリスト教は、本来的には反権力的な性格を持つ宗教であって、皇帝の支配に抵抗こそすれ、皇帝権を肯定するものではなかった。ネロ帝やディオクレティアヌス帝にみられるように、ローマ皇帝がキリスト教をたびたび迫害してきたことがその証左である。ところが、しだいにキリスト教の勢力が看過できないものとなると、皇帝は迫害から転じて有効利用の道を模索しはじめ、コンスタンティヌス帝のミラノ勅令によってキリスト教は帝国から公認されるに至った。
同帝の死後、教父エウセビオスは『コンスタンティヌス伝』において、「コンスタンティヌスの帝国は、天における神の支配の、地上における模倣である」という表現によって神寵帝理念を提示した。ただし、ローマ帝国における神寵帝理念の導入に関して、弓削達は「転回点をセウェルスにもとめるか、アウレリアヌスにみるか、問題は大きく残されている」と言及している。
その後神寵帝理念は、神の代理人である教皇が皇帝を任命するという中世西欧社会のキリスト教的ヒエラルキーや、絶対王政期における王権神授説の思想的根拠ともなっていった。